# Roxette/Auszeichnungen für Musikverkäufe

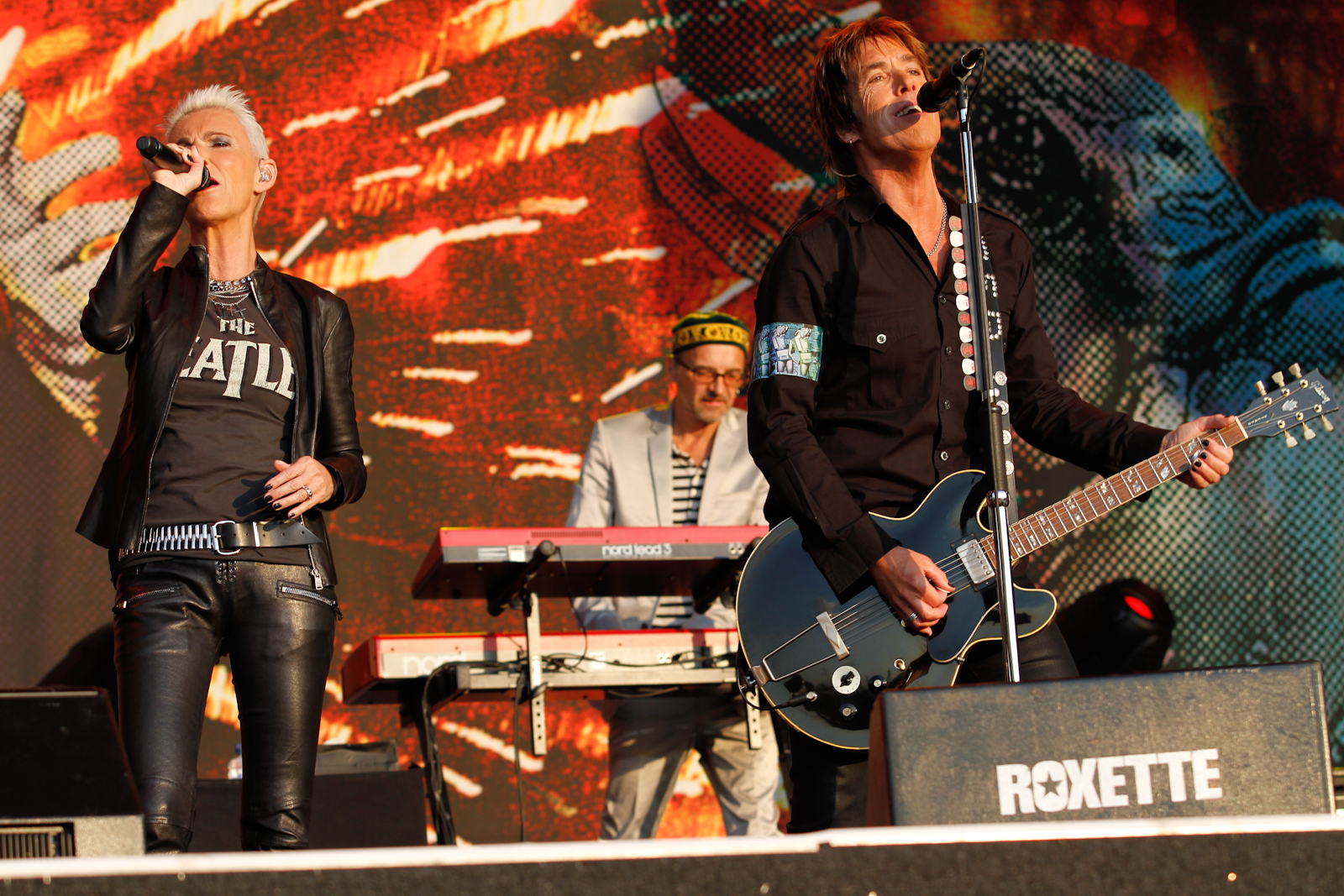
Roxette (2011)

Dies ist eine Übersicht über die Auszeichnungen für Musikverkäufe des schwedischen Pop-Duos Roxette. Die Auszeichnungen finden sich nach ihrer Art (Gold, Platin usw.), nach Staaten getrennt in chronologischer Reihenfolge, geordnet sowie nach den Tonträgern selbst, ebenfalls in chronologischer Reihenfolge, getrennt nach Medium (Alben, Singles usw.), wieder.

## Auszeichnungen
| - Vereinigtes Königreich - 2003: für das Album The Ballad Hits - 2021: für die Single The Look - 2023: für die Single Fading Like a Flower (Every Time You Leave) - Argentinien - 1995: für das Album Don’t Bore Us, Get to the Chorus! - Australien - 1990: für die Single Dangerous - 1992: für die Single How Do You Do! - Brasilien - 2000: für das Album Baladas en Español - 2003: für das Album The Ballad Hits - 2003: für das Album The Pop Hits - Dänemark - 2002: für das Album Room Service - 2002: für das Album The Ballad Hits - 2021: für die Single Listen to Your Heart - 2024: für die Single Fading Like a Flower (Every Time You Leave) - 2024: für das Album Look Sharp! - Deutschland - 1991: für die Single Joyride - 1991: für die Single It Must Have Been Love - 1992: für das Videoalbum The Videos - 1999: für das Album Have a Nice Day - 2002: für das Album Room Service - 2011: für das Album A Collection of Roxette Hits: Their 20 Greatest Songs! - 2011: für das Album Charm School - Finnland - 1992: für das Album Tourism - 2001: für das Album Room Service - Italien - 2021: für die Single It Must Have Been Love - Japan - 1994: für das Album Crash! Boom! Bang! - 1995: für das Album Don’t Bore Us, Get to the Chorus! - Kanada - 1989: für die Single Dressed for Success - 1989: für die Single The Look - 1991: für die Single Joyride - 1996: für das Album Don’t Bore Us, Get to the Chorus! - Neuseeland - 1989: für die Single The Look - 1991: für das Album Joyride - 1991: für die Single Joyride - 2025: für das Album Roxette XXX – The 30 Biggest Hits - Niederlande - 1990: für das Album Look Sharp! - 1993: für das Album Tourism - 1994: für das Album Crash! Boom! Bang! - 1996: für das Album Don’t Bore Us, Get to the Chorus! - Norwegen - 1999: für das Album Have a Nice Day - Österreich - 1990: für die Single Listen to Your Heart - 1991: für die Single Joyride - 1991: für die Single It Must Have Been Love - 1995: für das Album Don’t Bore Us, Get to the Chorus! - 1999: für das Album Have a Nice Day - Polen - 1996: für das Album Don’t Bore Us, Get to the Chorus! - 2001: für das Album Crash! Boom! Bang! - Portugal - 2003: für das Album The Ballad Hits - Russland - 2011: für das Album Charm School - Schweden - 1988: für die Single It Must Have Been Love - 1988: für die Single Dressed for Success - 1989: für die Single Listen to Your Heart - 1989: für die Single The Look - 1994: für die Single Sleeping in My Car - 1999: für die Single Wish I Could Fly - 1999: für die Single Stars - 2002: für das Album The Ballad Hits - 2007: für das Album A Collection of Roxette Hits: Their 20 Greatest Songs! - 2011: für das Album Charm School - 2012: für das Album Travelling - Schweiz - 2001: für das Album Room Service - 2002: für das Album The Ballad Hits - 2007: für das Album A Collection of Roxette Hits: Their 20 Greatest Songs! - 2011: für das Album Charm School - Spanien - 2001: für das Album Room Service - 2024: für die Single Listen to Your Heart - 2024: für die Single The Look - Tschechien - 2011: für das Album Charm School - Vereinigte Staaten - 1989: für die Single The Look - 1990: für die Single It Must Have Been Love - 1990: für das Videoalbum Look Sharp! Live - Vereinigtes Königreich - 1992: für das Album Tourism - 1994: für das Album Crash! Boom! Bang! - 2013: für das Album A Collection of Roxette Hits: Their 20 Greatest Songs! - 2021: für das Album Roxette XXX – The 30 Biggest Hits - 2023: für die Single Listen to Your Heart | - Argentinien - 1996: für das Album Baladas en Español - 2003: für das Videoalbum Ballad & Pop Hits - Australien - 1989: für die Single The Look - 1989: für die Single Dressed for Success - 1990: für die Single It Must Have Been Love - 1991: für die Single Joyride - 1992: für das Album Tourism - Belgien - 1996: für das Album Don’t Bore Us, Get to the Chorus! - Brasilien - 1997: für das Album Don’t Bore Us, Get to the Chorus! - Dänemark - 2023: für die Single It Must Have Been Love - 2025: für die Single The Look - Deutschland - 1999: für das Album Crash! Boom! Bang! - 2008: für das Album Don’t Bore Us, Get to the Chorus! - Europa - 1996: für das Album Crash! Boom! Bang! - 1996: für das Album Don’t Bore Us, Get to the Chorus! - Finnland - 1993: für das Album Look Sharp! - 1994: für das Album Crash! Boom! Bang! - 1996: für das Album Don’t Bore Us, Get to the Chorus! - Irland - 2006: für das Album A Collection of Roxette Hits: Their 20 Greatest Songs! - Kanada - 1992: für das Album Tourism - Neuseeland - 1996: für das Album Don’t Bore Us, Get to the Chorus! - 2022: für die Single It Must Have Been Love - Niederlande - 1991: für die Single Joyride - Österreich - 1993: für das Album Tourism - 1994: für das Album Crash! Boom! Bang! - Schweden - 1987: für das Album Pearls of Passion - 1992: für das Album Tourism - 1992: für die Single How Do You Do! - 1992: für die Single Joyride - 1992: für das Album Joyride - 1994: für das Album Crash! Boom! Bang! - 1996: für das Album Don’t Bore Us, Get to the Chorus! - 1999: für das Album Have a Nice Day - 2001: für die Single The Centre of the Heart - 2001: für das Album Room Service - Schweiz - 1992: für das Album Tourism - 1994: für das Album Crash! Boom! Bang! - 2001: für das Album Don’t Bore Us, Get to the Chorus! - 2001: für das Album Have a Nice Day - Spanien - 1990: für das Album Look Sharp! - 1992: für das Album Tourism - 1994: für das Album Crash! Boom! Bang! - 1996: für das Album Don’t Bore Us, Get to the Chorus! - 1999: für das Album Have a Nice Day - 2024: für die Single It Must Have Been Love - Vereinigte Staaten - 1990: für das Album Look Sharp! - 1991: für das Album Joyride - Vereinigtes Königreich - 1990: für das Album Look Sharp! - 1996: für das Album Don’t Bore Us, Get to the Chorus! - 2023: für die Single It Must Have Been Love - Deutschland - 2008: für das Album Tourism | - Australien - 1996: für das Album Don’t Bore Us, Get to the Chorus! - Deutschland - 1999: für das Album Look Sharp! - Finnland - 2001: für das Album Joyride - Neuseeland - 1990: für das Album Look Sharp! - Österreich - 1994: für das Album Look Sharp! - Spanien - 1991: für das Album Joyride - 1997: für das Album Baladas en Español - Vereinigtes Königreich - 1992: für das Album Joyride - Australien - 1990: für das Album Look Sharp! - 1991: für das Album Joyride - Europa - 1992: für das Album Joyride - Österreich - 1993: für das Album Joyride - Schweden - 1989: für das Album Look Sharp! - Deutschland - 2008: für das Album Joyride - Schweiz - 1992: für das Album Joyride - 1992: für das Album Look Sharp! - Kanada - 1992: für das Album Joyride - Kanada - 1992: für das Album Look Sharp! |

## Auszeichnungen nach Alben

### Pearls of Passion
| Land/Region     | Auszeichnungen für Musikverkäufe (Land/Region, Auszeichnung, Verkäufe) | Verkäufe |
| --------------- | ---------------------------------------------------------------------- | -------- |
| Schweden (IFPI) | Platin                                                                 | 100.000  |
| Insgesamt       | 1× Platin ·                                                            | 100.000  |

### Look Sharp!
| Land/Region                  | Auszeichnungen für Musikverkäufe (Land/Region, Auszeichnung, Verkäufe) | Verkäufe  |
| ---------------------------- | ---------------------------------------------------------------------- | --------- |
| Australien (ARIA)            | 3× Platin                                                              | 210.000   |
| Dänemark (IFPI)              | Gold                                                                   | 10.000    |
| Deutschland (BVMI)           | 2× Platin                                                              | 1.000.000 |
| Finnland (IFPI)              | Platin                                                                 | 54.376    |
| Kanada (MC)                  | 6× Platin                                                              | 600.000   |
| Neuseeland (RMNZ)            | 2× Platin                                                              | 40.000    |
| Niederlande (NVPI)           | Gold                                                                   | 50.000    |
| Österreich (IFPI)            | 2× Platin                                                              | 100.000   |
| Schweden (IFPI)              | 3× Platin                                                              | 300.000   |
| Schweiz (IFPI)               | 4× Platin                                                              | 200.000   |
| Spanien (Promusicae)         | Platin                                                                 | 100.000   |
| Vereinigte Staaten (RIAA)    | Platin                                                                 | 1.000.000 |
| Vereinigtes Königreich (BPI) | Platin                                                                 | 300.000   |
| Insgesamt                    | 2× Gold · 26× Platin ·                                                 | 3.964.376 |

### Joyride
| Land/Region                  | Auszeichnungen für Musikverkäufe (Land/Region, Auszeichnung, Verkäufe) | Verkäufe    |
| ---------------------------- | ---------------------------------------------------------------------- | ----------- |
| Australien (ARIA)            | 3× Platin                                                              | 210.000     |
| Deutschland (BVMI)           | 7× Gold                                                                | 1.750.000   |
| Europa (IFPI)                | 3× Platin                                                              | (3.000.000) |
| Finnland (IFPI)              | 2× Platin                                                              | 101.197     |
| Kanada (MC)                  | 5× Platin                                                              | 500.000     |
| Neuseeland (RMNZ)            | Gold                                                                   | 10.000      |
| Niederlande (NVPI)           | Platin                                                                 | 100.000     |
| Österreich (IFPI)            | 3× Platin                                                              | 150.000     |
| Schweden (IFPI)              | Platin                                                                 | 100.000     |
| Schweiz (IFPI)               | 4× Platin                                                              | 200.000     |
| Spanien (Promusicae)         | 2× Platin                                                              | 200.000     |
| Vereinigte Staaten (RIAA)    | Platin                                                                 | 1.000.000   |
| Vereinigtes Königreich (BPI) | 2× Platin                                                              | 600.000     |
| Insgesamt                    | 2× Gold · 30× Platin ·                                                 | 4.921.197   |

### Tourism
| Land/Region                  | Auszeichnungen für Musikverkäufe (Land/Region, Auszeichnung, Verkäufe) | Verkäufe  |
| ---------------------------- | ---------------------------------------------------------------------- | --------- |
| Australien (ARIA)            | Platin                                                                 | 70.000    |
| Deutschland (BVMI)           | 3× Gold                                                                | 750.000   |
| Finnland (IFPI)              | Gold                                                                   | 43.423    |
| Kanada (MC)                  | Platin                                                                 | 100.000   |
| Niederlande (NVPI)           | Gold                                                                   | 50.000    |
| Österreich (IFPI)            | Platin                                                                 | 50.000    |
| Schweden (IFPI)              | Platin                                                                 | 100.000   |
| Schweiz (IFPI)               | Platin                                                                 | 50.000    |
| Spanien (Promusicae)         | Platin                                                                 | 100.000   |
| Vereinigte Staaten (RIAA)    | —                                                                      | 278.000   |
| Vereinigtes Königreich (BPI) | Gold                                                                   | 100.000   |
| Insgesamt                    | 4× Gold · 7× Platin ·                                                  | 1.692.423 |

### Crash! Boom! Bang!
| Land/Region                  | Auszeichnungen für Musikverkäufe (Land/Region, Auszeichnung, Verkäufe) | Verkäufe  |
| ---------------------------- | ---------------------------------------------------------------------- | --------- |
| Deutschland (BVMI)           | Platin                                                                 | (500.000) |
| Europa (IFPI)                | Platin                                                                 | 1.000.000 |
| Finnland (IFPI)              | Platin                                                                 | (40.406)  |
| Japan (RIAJ)                 | Gold                                                                   | 100.000   |
| Niederlande (NVPI)           | Gold                                                                   | 50.000    |
| Österreich (IFPI)            | Platin                                                                 | (50.000)  |
| Polen (ZPAV)                 | Gold                                                                   | (50.000)  |
| Schweden (IFPI)              | Platin                                                                 | (100.000) |
| Schweiz (IFPI)               | Platin                                                                 | (50.000)  |
| Spanien (Promusicae)         | Platin                                                                 | (100.000) |
| Vereinigtes Königreich (BPI) | Gold                                                                   | (100.000) |
| Insgesamt                    | 4× Gold · 7× Platin ·                                                  | 1.150.000 |

### Don’t Bore Us, Get to the Chorus!
| Land/Region                  | Auszeichnungen für Musikverkäufe (Land/Region, Auszeichnung, Verkäufe) | Verkäufe    |
| ---------------------------- | ---------------------------------------------------------------------- | ----------- |
| Argentinien (CAPIF)          | Gold                                                                   | 30.000      |
| Australien (ARIA)            | 2× Platin                                                              | 140.000     |
| Belgien (BRMA)               | Platin                                                                 | 50.000      |
| Brasilien (PMB)              | Platin                                                                 | 250.000     |
| Deutschland (BVMI)           | Platin                                                                 | 500.000     |
| Europa (IFPI)                | Platin                                                                 | (1.000.000) |
| Finnland (IFPI)              | Platin                                                                 | 45.149      |
| Japan (RIAJ)                 | Gold                                                                   | 100.000     |
| Kanada (MC)                  | Gold                                                                   | 50.000      |
| Neuseeland (RMNZ)            | Platin                                                                 | 15.000      |
| Niederlande (NVPI)           | Gold                                                                   | 50.000      |
| Österreich (IFPI)            | Gold                                                                   | 25.000      |
| Polen (ZPAV)                 | Gold                                                                   | 50.000      |
| Schweden (IFPI)              | Platin                                                                 | 100.000     |
| Schweiz (IFPI)               | Platin                                                                 | 50.000      |
| Spanien (Promusicae)         | Platin                                                                 | 100.000     |
| Vereinigtes Königreich (BPI) | Platin                                                                 | 300.000     |
| Insgesamt                    | 6× Gold · 12× Platin ·                                                 | 1.855.149   |

### Baladas en Español
| Land/Region          | Auszeichnungen für Musikverkäufe (Land/Region, Auszeichnung, Verkäufe) | Verkäufe |
| -------------------- | ---------------------------------------------------------------------- | -------- |
| Argentinien (CAPIF)  | Platin                                                                 | 60.000   |
| Brasilien (PMB)      | Gold                                                                   | 100.000  |
| Spanien (Promusicae) | 2× Platin                                                              | 200.000  |
| Insgesamt            | 1× Gold · 3× Platin ·                                                  | 360.000  |

### Have a Nice Day
| Land/Region          | Auszeichnungen für Musikverkäufe (Land/Region, Auszeichnung, Verkäufe) | Verkäufe |
| -------------------- | ---------------------------------------------------------------------- | -------- |
| Deutschland (BVMI)   | Gold                                                                   | 250.000  |
| Finnland (IFPI)      | —                                                                      | 11.895   |
| Norwegen (IFPI)      | Gold                                                                   | 25.000   |
| Österreich (IFPI)    | Gold                                                                   | 25.000   |
| Schweden (IFPI)      | Platin                                                                 | 80.000   |
| Schweiz (IFPI)       | Platin                                                                 | 50.000   |
| Spanien (Promusicae) | Platin                                                                 | 100.000  |
| Insgesamt            | 3× Gold · 3× Platin ·                                                  | 541.895  |

### Room Service
| Land/Region          | Auszeichnungen für Musikverkäufe (Land/Region, Auszeichnung, Verkäufe) | Verkäufe |
| -------------------- | ---------------------------------------------------------------------- | -------- |
| Dänemark (IFPI)      | Gold                                                                   | 25.000   |
| Deutschland (BVMI)   | Gold                                                                   | 150.000  |
| Finnland (IFPI)      | Gold                                                                   | 23.394   |
| Schweden (IFPI)      | Platin                                                                 | 80.000   |
| Schweiz (IFPI)       | Gold                                                                   | 20.000   |
| Spanien (Promusicae) | Gold                                                                   | 50.000   |
| Insgesamt            | 5× Gold · 1× Platin ·                                                  | 348.394  |

### The Ballad Hits
| Land/Region                  | Auszeichnungen für Musikverkäufe (Land/Region, Auszeichnung, Verkäufe) | Verkäufe |
| ---------------------------- | ---------------------------------------------------------------------- | -------- |
| Brasilien (PMB)              | Gold                                                                   | 50.000   |
| Dänemark (IFPI)              | Gold                                                                   | 25.000   |
| Portugal (AFP)               | Gold                                                                   | 20.000   |
| Schweden (IFPI)              | Gold                                                                   | 40.000   |
| Schweiz (IFPI)               | Gold                                                                   | 20.000   |
| Vereinigtes Königreich (BPI) | Silber                                                                 | 60.000   |
| Insgesamt                    | 1× Silber · 5× Gold ·                                                  | 215.000  |

### The Pop Hits
| Land/Region     | Auszeichnungen für Musikverkäufe (Land/Region, Auszeichnung, Verkäufe) | Verkäufe |
| --------------- | ---------------------------------------------------------------------- | -------- |
| Brasilien (PMB) | Gold                                                                   | 50.000   |
| Insgesamt       | 1× Gold ·                                                              | 50.000   |

### A Collection of Roxette Hits: Their 20 Greatest Songs!
| Land/Region                  | Auszeichnungen für Musikverkäufe (Land/Region, Auszeichnung, Verkäufe) | Verkäufe |
| ---------------------------- | ---------------------------------------------------------------------- | -------- |
| Deutschland (BVMI)           | Gold                                                                   | 100.000  |
| Irland (IRMA)                | Platin                                                                 | 15.000   |
| Schweden (IFPI)              | Gold                                                                   | 20.000   |
| Schweiz (IFPI)               | Gold                                                                   | 15.000   |
| Vereinigtes Königreich (BPI) | Gold                                                                   | 100.000  |
| Insgesamt                    | 4× Gold · 1× Platin ·                                                  | 250.000  |

### Charm School
| Land/Region        | Auszeichnungen für Musikverkäufe (Land/Region, Auszeichnung, Verkäufe) | Verkäufe |
| ------------------ | ---------------------------------------------------------------------- | -------- |
| Deutschland (BVMI) | Gold                                                                   | 100.000  |
| Russland (NFPF)    | Gold                                                                   | 10.000   |
| Schweden (IFPI)    | Gold                                                                   | 20.000   |
| Schweiz (IFPI)     | Gold                                                                   | 15.000   |
| Tschechien (IFPI)  | Gold                                                                   | 3.000    |
| Insgesamt          | 5× Gold ·                                                              | 148.000  |

### Travelling
| Land/Region     | Auszeichnungen für Musikverkäufe (Land/Region, Auszeichnung, Verkäufe) | Verkäufe |
| --------------- | ---------------------------------------------------------------------- | -------- |
| Schweden (IFPI) | Gold                                                                   | 20.000   |
| Insgesamt       | 1× Gold ·                                                              | 20.000   |

### Roxette XXX – The 30 Biggest Hits
| Land/Region                  | Auszeichnungen für Musikverkäufe (Land/Region, Auszeichnung, Verkäufe) | Verkäufe |
| ---------------------------- | ---------------------------------------------------------------------- | -------- |
| Neuseeland (RMNZ)            | Gold                                                                   | 7.500    |
| Vereinigtes Königreich (BPI) | Gold                                                                   | 100.000  |
| Insgesamt                    | 2× Gold ·                                                              | 107.500  |

## Auszeichnungen nach Singles

### The Look
| Land/Region                  | Auszeichnungen für Musikverkäufe (Land/Region, Auszeichnung, Verkäufe) | Verkäufe |
| ---------------------------- | ---------------------------------------------------------------------- | -------- |
| Australien (ARIA)            | Platin                                                                 | 70.000   |
| Dänemark (IFPI)              | Platin                                                                 | 90.000   |
| Kanada (MC)                  | Gold                                                                   | 50.000   |
| Neuseeland (RMNZ)            | Gold                                                                   | 10.000   |
| Schweden (IFPI)              | Gold                                                                   | 25.000   |
| Spanien (Promusicae)         | Gold                                                                   | 30.000   |
| Vereinigte Staaten (RIAA)    | Gold                                                                   | 500.000  |
| Vereinigtes Königreich (BPI) | Silber                                                                 | 200.000  |
| Insgesamt                    | 1× Silber · 5× Gold · 2× Platin ·                                      | 975.000  |

### Dressed for Success
| Land/Region       | Auszeichnungen für Musikverkäufe (Land/Region, Auszeichnung, Verkäufe) | Verkäufe |
| ----------------- | ---------------------------------------------------------------------- | -------- |
| Australien (ARIA) | Platin                                                                 | 70.000   |
| Kanada (MC)       | Gold                                                                   | 50.000   |
| Schweden (IFPI)   | Gold                                                                   | 25.000   |
| Insgesamt         | 2× Gold · 1× Platin ·                                                  | 145.000  |

### Listen to Your Heart
| Land/Region                  | Auszeichnungen für Musikverkäufe (Land/Region, Auszeichnung, Verkäufe) | Verkäufe |
| ---------------------------- | ---------------------------------------------------------------------- | -------- |
| Dänemark (IFPI)              | Gold                                                                   | 45.000   |
| Österreich (IFPI)            | Gold                                                                   | 25.000   |
| Schweden (IFPI)              | Gold                                                                   | 25.000   |
| Spanien (Promusicae)         | Gold                                                                   | 30.000   |
| Vereinigtes Königreich (BPI) | Gold                                                                   | 400.000  |
| Insgesamt                    | 5× Gold ·                                                              | 525.000  |

### Dangerous
| Land/Region       | Auszeichnungen für Musikverkäufe (Land/Region, Auszeichnung, Verkäufe) | Verkäufe |
| ----------------- | ---------------------------------------------------------------------- | -------- |
| Australien (ARIA) | Gold                                                                   | 35.000   |
| Insgesamt         | 1× Gold ·                                                              | 35.000   |

### It Must Have Been Love
| Land/Region                  | Auszeichnungen für Musikverkäufe (Land/Region, Auszeichnung, Verkäufe) | Verkäufe  |
| ---------------------------- | ---------------------------------------------------------------------- | --------- |
| Australien (ARIA)            | Platin                                                                 | 70.000    |
| Dänemark (IFPI)              | Platin                                                                 | 90.000    |
| Deutschland (BVMI)           | Gold                                                                   | 250.000   |
| Italien (FIMI)               | Gold                                                                   | 35.000    |
| Neuseeland (RMNZ)            | Platin                                                                 | 30.000    |
| Österreich (IFPI)            | Gold                                                                   | 25.000    |
| Schweden (IFPI)              | Gold                                                                   | 25.000    |
| Spanien (Promusicae)         | Platin                                                                 | 60.000    |
| Vereinigte Staaten (RIAA)    | Gold                                                                   | 500.000   |
| Vereinigtes Königreich (BPI) | Platin                                                                 | 600.000   |
| Insgesamt                    | 5× Gold · 5× Platin ·                                                  | 1.785.000 |

### Joyride
| Land/Region        | Auszeichnungen für Musikverkäufe (Land/Region, Auszeichnung, Verkäufe) | Verkäufe |
| ------------------ | ---------------------------------------------------------------------- | -------- |
| Australien (ARIA)  | Platin                                                                 | 70.000   |
| Deutschland (BVMI) | Gold                                                                   | 250.000  |
| Kanada (MC)        | Gold                                                                   | 50.000   |
| Neuseeland (RMNZ)  | Gold                                                                   | 5.000    |
| Österreich (IFPI)  | Gold                                                                   | 25.000   |
| Schweden (IFPI)    | Platin                                                                 | 50.000   |
| Insgesamt          | 4× Gold · 2× Platin ·                                                  | 450.000  |

### Fading Like a Flower (Every Time You Leave)
| Land/Region                  | Auszeichnungen für Musikverkäufe (Land/Region, Auszeichnung, Verkäufe) | Verkäufe |
| ---------------------------- | ---------------------------------------------------------------------- | -------- |
| Dänemark (IFPI)              | Gold                                                                   | 45.000   |
| Vereinigtes Königreich (BPI) | Silber                                                                 | 200.000  |
| Insgesamt                    | 1× Silber · 1× Gold ·                                                  | 245.000  |

### How Do You Do!
| Land/Region       | Auszeichnungen für Musikverkäufe (Land/Region, Auszeichnung, Verkäufe) | Verkäufe |
| ----------------- | ---------------------------------------------------------------------- | -------- |
| Australien (ARIA) | Gold                                                                   | 35.000   |
| Schweden (IFPI)   | Platin                                                                 | 50.000   |
| Insgesamt         | 1× Gold · 1× Platin ·                                                  | 85.000   |

### Sleeping in My Car
| Land/Region     | Auszeichnungen für Musikverkäufe (Land/Region, Auszeichnung, Verkäufe) | Verkäufe |
| --------------- | ---------------------------------------------------------------------- | -------- |
| Schweden (IFPI) | Gold                                                                   | 25.000   |
| Insgesamt       | 1× Gold ·                                                              | 25.000   |

### Wish I Could Fly
| Land/Region     | Auszeichnungen für Musikverkäufe (Land/Region, Auszeichnung, Verkäufe) | Verkäufe |
| --------------- | ---------------------------------------------------------------------- | -------- |
| Schweden (IFPI) | Gold                                                                   | 15.000   |
| Insgesamt       | 1× Gold ·                                                              | 15.000   |

### Stars
| Land/Region     | Auszeichnungen für Musikverkäufe (Land/Region, Auszeichnung, Verkäufe) | Verkäufe |
| --------------- | ---------------------------------------------------------------------- | -------- |
| Schweden (IFPI) | Gold                                                                   | 15.000   |
| Insgesamt       | 1× Gold ·                                                              | 15.000   |

### The Centre of the Heart (Is a Suburb to the Brain)
| Land/Region     | Auszeichnungen für Musikverkäufe (Land/Region, Auszeichnung, Verkäufe) | Verkäufe |
| --------------- | ---------------------------------------------------------------------- | -------- |
| Schweden (IFPI) | Platin                                                                 | 30.000   |
| Insgesamt       | 1× Platin ·                                                            | 30.000   |

## Auszeichnungen nach Videoalben

### Look Sharp! Live
| Land/Region               | Auszeichnungen für Musikverkäufe (Land/Region, Auszeichnung, Verkäufe) | Verkäufe |
| ------------------------- | ---------------------------------------------------------------------- | -------- |
| Vereinigte Staaten (RIAA) | Gold                                                                   | 50.000   |
| Insgesamt                 | 1× Gold ·                                                              | 50.000   |

### The Videos
| Land/Region        | Auszeichnungen für Musikverkäufe (Land/Region, Auszeichnung, Verkäufe) | Verkäufe |
| ------------------ | ---------------------------------------------------------------------- | -------- |
| Deutschland (BVMI) | Gold                                                                   | 25.000   |
| Insgesamt          | 1× Gold ·                                                              | 25.000   |

### Ballad & Pop Hits
| Land/Region         | Auszeichnungen für Musikverkäufe (Land/Region, Auszeichnung, Verkäufe) | Verkäufe |
| ------------------- | ---------------------------------------------------------------------- | -------- |
| Argentinien (CAPIF) | Platin                                                                 | 8.000    |
| Insgesamt           | 1× Platin ·                                                            | 8.000    |

## Statistik und Quellen
| Land/RegionAuszeichnungen für Musikverkäufe (Land/Region, Auszeichnungen, Verkäufe, Quellen) | Silber     | Gold       | Platin         | Verkäufe    | Quellen                                                    |
| -------------------------------------------------------------------------------------------- | ---------- | ---------- | -------------- | ----------- | ---------------------------------------------------------- |
| Argentinien (CAPIF)                                                                          | —          | Gold1      | 2× Platin2     | 98.000      | capif.org.ar                                               |
| Australien (ARIA)                                                                            | —          | 2× Gold2   | 13× Platin13   | 980.000     | aria.com.au                                                |
| Belgien (BRMA)                                                                               | —          | —          | Platin1        | 50.000      | ultratop.be                                                |
| Brasilien (PMB)                                                                              | —          | 3× Gold3   | Platin1        | 450.000     | pro-musicabr.org.br                                        |
| Dänemark (IFPI)                                                                              | —          | 5× Gold5   | 2× Platin2     | 330.000     | ifpi.dk                                                    |
| Deutschland (BVMI)                                                                           | —          | 9× Gold9   | 8× Platin8     | 5.625.000   | musikindustrie.de                                          |
| Europa (IFPI)                                                                                | —          | —          | 5× Platin5     | (5.000.000) | ifpi.org                                                   |
| Finnland (IFPI)                                                                              | —          | 2× Gold2   | 5× Platin5     | 319.840     | ifpi.fi                                                    |
| Irland (IRMA)                                                                                | —          | —          | Platin1        | 15.000      | irishcharts.ie                                             |
| Italien (FIMI)                                                                               | —          | Gold1      | —              | 35.000      | fimi.it                                                    |
| Japan (RIAJ)                                                                                 | —          | 2× Gold2   | —              | 200.000     | riaj.or.jp                                                 |
| Kanada (MC)                                                                                  | —          | 4× Gold4   | 12× Platin12   | 1.350.000   | musiccanada.com                                            |
| Neuseeland (RMNZ)                                                                            | —          | 4× Gold4   | 4× Platin4     | 117.500     | aotearoamusiccharts.co.nz NZ2 NZ3                          |
| Niederlande (NVPI)                                                                           | —          | 4× Gold4   | Platin1        | 300.000     | nvpi.nl                                                    |
| Norwegen (IFPI)                                                                              | —          | Gold1      | —              | 25.000      | ifpi.no (Memento vom 5. November 2012 im Internet Archive) |
| Österreich (IFPI)                                                                            | —          | 5× Gold5   | 7× Platin7     | 475.000     | ifpi.at                                                    |
| Polen (ZPAV)                                                                                 | —          | 2× Gold2   | —              | 100.000     | olis.pl                                                    |
| Portugal (AFP)                                                                               | —          | Gold1      | —              | 20.000      | Einzelnachweise                                            |
| Russland (NFPF)                                                                              | —          | Gold1      | —              | 10.000      | Einzelnachweise                                            |
| Schweden (IFPI)                                                                              | —          | 11× Gold11 | 13× Platin13   | 1.365.000   | sverigetopplistan.se                                       |
| Schweiz (IFPI)                                                                               | —          | 4× Gold4   | 12× Platin12   | 655.000     | hitparade.ch                                               |
| Spanien (Promusicae)                                                                         | —          | 3× Gold3   | 10× Platin10   | 1.070.000   | elportaldemusica.es ES2 ES3                                |
| Tschechien (IFPI)                                                                            | —          | Gold1      | —              | 3.000       | Einzelnachweise                                            |
| Vereinigte Staaten (RIAA)                                                                    | —          | 3× Gold3   | 2× Platin2     | 3.328.000   | riaa.com                                                   |
| Vereinigtes Königreich (BPI)                                                                 | 3× Silber3 | 5× Gold5   | 5× Platin5     | 3.060.000   | bpi.co.uk                                                  |
| Insgesamt                                                                                    | 3× Silber3 | 74× Gold74 | 104× Platin104 |             |                                                            |